# Élections législatives de 1973 en Guyane
Les élections législatives françaises de 1973 se déroulent le  4 mars. Dans le département de la Guyane, un député est à élire dans le cadre d'une circonscription.

## Élus
| Circonscription        | Député sortant  | Parti | Parti | Député élu ou réélu | Parti | Parti |
| ---------------------- | --------------- | ----- | ----- | ------------------- | ----- | ----- |
| Circonscription unique | Hector Rivierez |       | UDR   | Hector Rivierez     |       | UDR   |

## Résultats

### Résultats à l'échelle du département
|                       | Union des démocrates pour la République | 5 988  | 55,99  | 1 |  |  |
|                       | Union des républicains de progrès       | 5 988  | 55,99  | 1 |  |  |
|                       |                                         |        |        |   |  |  |
|                       | Parti socialiste guyanais               | 4 329  | 40,48  | 0 |  |  |
|                       | Union de la gauche                      | 4 329  | 40,48  | 0 |  |  |
|                       |                                         |        |        |   |  |  |
|                       | COM                                     | 227    | 2,12   | 0 |  |  |
|                       | Extrême gauche                          | 150    | 1,40   | 0 |  |  |
|                       |                                         |        |        |   |  |  |
| Inscrits              | Inscrits                                | 18 210 | 100,00 | 1 |  |  |
| Abstentions           | Abstentions                             | 7 096  | 38,97  |   |  |  |
| Votants               | Votants                                 | 11 114 | 61,03  |   |  |  |
| Blancs et nuls        | Blancs et nuls                          | 420    | 3,78   |   |  |  |
| Exprimés              | Exprimés                                | 10 694 | 96,22  |   |  |  |
| Source : Data.gouv.fr |                                         |        |        |   |  |  |

### Résultats par circonscription
| | Hector Rivierez sortant réélu | UDR (URP)      | 5 988  | 55,99  |  |  |  |
| | Henri Agarande                | PSG            | 4 329  | 40,48  |  |  |  |
| | Jean-Claude Montgenie         | COM            | 227    | 2,12   |  |  |  |
| | Frédéric Bourgarel            | Extrême gauche | 150    | 1,40   |  |  |  |
| |                               |                |        |        |  |  |  |
| Inscrits | Inscrits                      | Inscrits       | 18 210 | 100,00 |  |  |  |
| Abstentions | Abstentions                   | Abstentions    | 7 096  | 38,97  |  |  |  |
| Votants | Votants                       | Votants        | 11 114 | 61,03  |  |  |  |
| Blancs et nuls | Blancs et nuls                | Blancs et nuls | 420    | 3,78   |  |  |  |
| Exprimés | Exprimés                      | Exprimés       | 10 694 | 96,22  |  |  |  |
| Source : France, Ministère de l'intérieur. Les Elections législatives . Métropole., la Documentation française, 1974 (lire en ligne) |                               |                |        |        |  |  |  |